# Jason Anderson (pilote moto)
Pour les articles homonymes, voir Anderson et Jason Anderson.
  
Jason Anderson, né le 17 février 1993 à Edgewood (Nouveau-Mexique), est un pilote américain de motocross et de supercross portant le numéro 21. Il participe au championnat AMA de supercross et de motocross depuis 2011,. Surnommé « El Hombre », il est notamment champion AMA Supercross 450MX en 2018.

## Carrière

### Amateur
Anderson a commencé à rouler sur une moto de cross à l'âge de sept ans. Il a remporté 72 victoires en amateur et 5 fois le championnat amateurs de Loretta Lynn. Il a aussi remporté le prix AMA Horizon 2010 en motocross et la catégorie 450A à Loretta Lynn.

### Début professionnels
En 2011, Jason Anderson commence sa carrière en catégorie 250 cm3 au sein de l'équipe Rockstar Energy Suzuki.
Par la suite il rejoint le team Rockstar Energy KTM en 2014 et remporte le championnat AMA de supercross dans la catégorie 250SX West coast face à Cole Seely.
Il aura remporté au total 5 victoires en 250SX.

### Passage en catégorie reine
En 2015, Jason passe en catégorie reine 450 cm3 au sein de la même équipe mais renommé Rockstar Energy Husqvarna. C'est le premier représentant de la marque Husqvarna dans les championnats AMA. Le choix de Husqvarna d'investir dans le supercross et motocross US fait suite au rachat de la marque par l'usine autrichienne KTM. Au début les motos produite par Husqvarna sont exactement les mêmes que les KTM, mit à part la couleur blanche.
Cette année là, il rejoint aussi la "Baker's Factory" de l'entraîneur de motocross Aldon Baker et s'entraine auprès de Ryan Dungey et Marvin Musquin.
Lors du championnat AMA 450SX de 2016, Anderson termine à la 3ème place avec deux victoires lors des courses de Anaheim 1 et Detroit.
Cette même année il est membre de l'équipe américaine au Motocross des Nations. Mais celui-ci a été impliqué dans un grave accident. Après avoir remporté la deuxième course et mis l'équipe américaine en tête pour le titre, il s'est arrêté sur le saut de la ligne d'arrivée. Un pilote de l'arrière du peloton a alors sauté et a atterri par erreur sur lui tête de Jason Anderson. En conséquence, Anderson n'a pas participé à la troisième course et la France a remporté la victoire par équipe,.
Lors de la saison 2017 Jason Anderson termine à la 4ème place du championnat AMA Supercross avec une victoire lors de la dernière course à Las Vegas. Lors de la saison AMA de motocross, après 5 podiums consécutifs, il se blesse lors de l'épreuve de Southwick. Ce qui met un terme à sa saison.

### Sacre en supercross
Lors du championnat AMA de Supercross 2018, Anderson passe en tête du championnat dès la 2ème course à Houston. Ces principaux concurrents au titre que sont Eli Tomac, Marvin Musquin et Ken Roczen se blessent. Faisant preuve d'une grande régularité, il monte sur 11 podiums.
Par contre son avance dans les points alors confortable s'effondre à l'avant dernière course à Salt Lake City en raison d'un accident qui a cassé plusieurs rayons de sa roue avant. Il remporte finalement le championnat face à Marvin Musquin lors de la dernière manche au Sam Boyd Stadium de Las Vegas.
Les années suivantes sont difficiles pour Jason avec une blessure au bras juste avant le début de la saison 2019 qui l'handicapera aussi lors de la saison 2020 perturbée par le covid. En 2019, il quittera aussi son entraineur Aldon Baker.
Lors de la 2ème course de la saison 2022, il remporte de nouveau une course du championnat AMA supercross. Ce qui n'était plus survenu depuis l'année de son titre presque 3 ans plus tôt.

## Palmarès
- Champion AMA Supercross 250 côte ouest en 2014
- Champion AMA Supercross 450 en 2018